# Laguna Papaturro
A  Laguna Papaturro é um lago localizado na Guatemala. Localiza-se no departamento de Retalhuleu, Município de San Andrés Villa Seca.